# Ix (digramme)
Cette page contient des caractères spéciaux ou non latins. S’ils s’affichent mal (▯, ?, etc.), consultez la page d’aide Unicode.
Pour les articles homonymes, voir IX.
Ix (minuscule ix) est un digramme de l'alphabet latin composé d'un I et d'un X. 

## Linguistique
- En catalan, le digramme ‹ ix › représente le son [ ʃ ] après une voyelle.

## Représentation informatique
Comme pour la majorité des digrammes, il n'existe aucun encodage de ‹ ix › sous la forme d'un seul signe. Il est toujours réalisé en accolant les lettres I et X.

### Unicode
Les caractères Unicode utilisables pour former ce digramme sont :
- Capitale IX : U+0049 U+0058
- Majuscule Ix : U+0049 U+0078
- Minuscule ix : U+0069 U+0078